# Caverna Moqua

A Caverna Moqua é um pequeno lago subterrâneo, localizado abaixo do distrito nauruano Yaren. O Moqua Well não é bem muito conhecido, uma das poucas atrações de Nauru. Esse lago também é conhecido pela sua série de cavernas subterrâneas abaixo de Yaren. A profundidade máxima é de 5 metros. Ele ocupa 0,2 ha.

Localização da Caverna Moqua.